# Kim Kirschen
Kim Karolin Kirschen (* 16. September 1996 in Berlin) ist eine deutsche Florettfechterin und mehrfache Deutscher Meisterin in den Kategorien Kadetten und Junioren.

## Familie
Kim Kirschen ist die jüngere Tochter des DDR-Vizemeisters im Herrendegen Uwe Kirschen (* 1967), der ebenfalls beim SC Berlin Vereinsmitglied und noch bei Turnieren aktiv ist. Ihre ältere Schwester ist die Degenfechterin und ehemalige Athletin der deutschen Nationalmannschaft, Julia Wagner geb. Kirschen (* 1988). Kirschens Großvater war der frühere FIFA-Schiedsrichter und Fußballfunktionär Siegfried Kirschen.

## Leben
Seit 2005 ist Kim Kirschen Fechterin beim SC Berlin. Bis zu ihrem Abitur trainierte sie in einer Berliner Sportschule. Seit 2017 ist sie Mitglied der Sportfördergruppe der Bundeswehr und trainiert am Olympiastützpunkt Tauberbischofsheim mit dem Bundestrainer Giovanni Bortolaso.

## Karriere
Dreimal in Folge wurde Kirschen zur Jugendsportlerin des Jahres von Berlin ernannt (2011/2012/2013). Bereits 2012 konnte sie sich zur Kadetten-Europameisterschaft und Kadetten-Weltmeisterschaft qualifizieren. 2013 schaffte sie es jeweils bei der U17-Europa- und -Weltmeisterschaft in die Top 10, wurde Deutsche Kadetten Meisterin 2013 und im selben Jahr U17 Deutsche Meisterin. 2016 gewann sie die U20 Deutschen Meisterschaften im Einzel und in der Mannschaft. Auch in den Jahren 2018 und 2019 setzte sich Kirschen bei internationalen Turnieren durch und erlangte diverse Top-10-Platzierungen sowie Medaillen. 2022 belegte sie bei den Europameisterschaften in Antalya mit der Mannschaft den dritten Platz.

## Sportliche Erfolge

### Deutsche Meisterschaften
- Deutsche Meisterschaften U17 2012, Mannschaft: 2. Platz
- Deutsche Meisterin U17: 2013
- Deutsche Meisterschaften 2014 und 2015, Mannschaft: 3. Platz
- Deutsche Meisterin U20, Einzel und Mannschaft: 2016
- Deutsche Meisterschaften 2018: 3. Platz

### Internationale Turniere

#### 2019
- U23-Europameisterschaften 2019 in Plowdiw (Bulgarien): 8. Platz
- U23-Europameisterschaften 2019 in Plowdiw (Bulgarien), Mannschaft: 6. Platz
- Senior World Cup 2019 in St. Maur (Frankreich), Mannschaft: 5. Platz
- Senior World Cup 2019 in Kattowitz (Polen), Mannschaft: 5. Platz

#### 2018
- Senioren Europameisterschaften 2018 in Novi Sad (Serbien): 24. Platz
- Satelliten Weltcup 2018 in Amsterdam (Niederlande): 1. Platz
- Senior World Cup 2018 in Kattowitz (Polen), Mannschaft: 4. Platz

#### 2016
- U20-Weltmeisterschaften 2016 in Bourges (Frankreich): 20. Platz

#### 2013
- U17-Europameisterschaften 2013 in Budapest: 10. Platz
- U17-Weltmeisterschaften 2013 in Porec: 10. Platz
- U23-Europameisterschaften 2013 in Toruń: 8. Platz

## Sonstiges
Kirschen nahm in der am 19. März 2025 ausgestrahlten Folge von Du gewinnst hier nicht die Million bei Stefan Raab teil und schied in der dritten Runde aus. Sie ging mit 1.000 Euro nach Hause.